# اشتباكات محافظة إدلب (سبتمبر 2011 – مارس 2012)
كانت الاشتباكات في محافظة إدلب من سبتمبر 2011 إلى مارس 2012 هي الحوادث العنيفة التي وقعت في محافظة إدلب، وهي محافظة سورية، منذ سبتمبر 2011 وقبل العملية في محافظة ادلب من أبريل 2012.
منذ أكتوبر 2011، استهدف الجيش السوري الحر الدوريات العسكرية للجيش السوري في المحافظة. استمرت الاحتجاجات في هذه المحافظة، لكن غالباً ما يتم تفريقها من قبل قوات الأمن. وفي 19 ديسمبر، أصبح من الواضح أن «منشقين عن الجيش سيطروا على بعض البلدات والقرى، وكأنهم قد أنشأوا نوعاً من المنطقة الآمنة، حيث كان المتظاهرون من مناطق أخرى يبحثون عن ملاذ آمن وحيث يمكن أن يعمل المنشقون منه،» وشنت القوات المسلحة السورية هجوماً في منطقة واحدة، مما أدى إلى ذبح عدد كبير من المدنيين في إحدى القرى. تم تصوير مئات الجنود بعد تغيير الجوانب في قرية ريفية، مما دفع السكان إلى رفع علم الاستقلال.

## خلفية
وفي 29 يونيو، قتلت القوات السورية أربعة مدنيين على الأقل عندما هاجمت دبابات ومروحيات الجيش قرية في محافظة إدلب الشمالية الغربية، وقال نشطاء إن "الأربعة ماتوا في قصف عشوائي لقرية رمح بواسطة مدافع دبابة، والتي أصبحت عادة في هذه الهجمات غير المبررة. وقال عمار القربي رئيس المنظمة الوطنية لحقوق الإنسان لوكالة رويترز للأنباء في المنفى بالقاهرة ان الدبابات بدأت تطلق النار في الغابات المحيطة ثم وجهت نيرانها إلى القرية.
في 2 يوليو، أفادت العربية عن زيادة انتشار القوات السورية في محافظة إدلب، حيث قُتل حوالي 16 مدنياً في 1 يوليو. ووردت أنباء لأول مرة عن أن الدبابات كانت متجهة نحو مدينة إدلب في 4 يوليو، بعد وقوع احتجاجات واسعة النطاق ضد الحكومة في المحافظة. ومع ذلك، استمرت الاحتجاجات الليلية على الرغم من الحصار.

## اشتباكات مسلحة

### سبتمبر 2011
في 8 سبتمبر، اختطفت قوات الأمن شقيق الملازم حسين هرموش البالغ من العمر 74 عاماً، وهو أحد أول منشقين من الجيش. واختُطف محمد هرموش وعاد جثمانه بعد ذلك إلى أسرته عندما داهم الجنود منزله في قرية إيبلين. كما أفيد بأن ثلاثة فارين من العسكريين لقوا مصرعهم في الغارة، وذكرت وكالة الأنباء السورية (سانا) أن ستة من جنودها قتلوا في العملية.
في 29 سبتمبر، أعلنت كتيبة هرموش التابعة للجيش السوري الحر المسؤولية عن هجوم على قوات الأمن في منطقة جبل الزاوية، حيث قتل عدد من أفراد الأمن.

## وصلات خارجية
- By All Means Necessary!, هيومن رايتس ووتش, 16 December 2011.